# Insight Partners
Insight Venture Management, LLC (comunemente nota come Insight Partners e in precedenza Insight Venture Partners) è una società globale di venture capital e private equity che investe in aziende ad alta crescita nei settori della tecnologia, del software e di Internet. La società ha sede a New York City, con uffici a Londra, Tel Aviv e Palo Alto.
Gestisce un patrimonio (AUM) che nel 2022 era di 90 miliardi di dollari.

## Storia
Insight Partners è stata fondata nel 1995 da Jeff Horing e Jerry Murdock.  Ha investito in oltre 750 società in tutto il mondo e ha visto oltre 55 società in portafoglio raggiungere un'IPO (Offerta pubblica iniziale). La società ha un team interno chiamato Onsite che assiste le società in portafoglio nella loro crescita.
Nell'aprile 2021, Insight Partners ha raccolto 1,56 miliardi di dollari per l'Insight Partners Opportunities Fund I LP, un fondo separato dai suoi principali veicoli di investimento per la crescita. Sempre nel 2021, Insight Partners ha investito 15 milioni di dollari del suo capitale in un nuovo fondo, il Vision Capital 2020 LP Fund, che supporta le aziende guidate da minoranze che raccolgono fondi in fase iniziale. Nel febbraio 2022, la società ha annunciato di aver raccolto 20 miliardi di dollari per il suo dodicesimo fondo di punta, più che raddoppiando le dimensioni del suo precedente fondo principale. Nel luglio 2022, ha istituito l'Enterprise Technology Exchange (ETX), un gruppo consultivo responsabile di aiutare le aziende IT emergenti a navigare in mercati incerti.